# Mannen utan ansikte
Mannen utan ansikte (originaltitel: The Man Who Fell to Earth) är en brittisk science fiction-film från 1976 i regi av Nicolas Roeg, baserad på Walter Tevis roman från 1963 med samma titel. Huvudrollen spelas av David Bowie och utgjorde hans filmdebut. Filmen mottogs med blandad kritik, men den har på senare tid blivit klassad som kultfilm.
Mannen utan ansikte har visats i SVT, bland annat i mars 2025.

## Rollista
- David Bowie – Thomas Jerome Newton
- Rip Torn – Dr. Nathan Bryce
- Candy Clark – Mary-Lou
- Buck Henry – Oliver V. Farnsworth
- Bernie Casey – Mr. Peters
- Tony Mascia – Arthur
- Rick Riccardo – Trevor
- Adrienne Larussa – Helen
- Claudia Jennings – Peters hustru (ej krediterad)